# Operacja ufijska
Operacja ufijska – działania wojenne prowadzone przez czerwoną Armię Turkiestańską przeciwko białej Armii Zachodniej w dniach 25 maja–20 czerwca 1919 r., podczas wojny domowej w Rosji. Był to ostatni etap kontrofensywy Frontu Wschodniego Armii Czerwonej, w rezultacie której biała Armia Rosyjska adm. Aleksandra Kołczaka utraciła zdobycze terytorialne uzyskane wiosną tego samego roku i została zmuszona do wycofania się na Ural.

## Tło wydarzeń
28 kwietnia rozpoczęła się kontrofensywa Frontu Wschodniego Armii Czerwonej przeciwko białej Armii Zachodniej, która w tym momencie zajmowała linię Buzułuk-Czistopol i planowała dalszy marsz na zachód. Do połowy maja Czerwoni przeprowadzili udane operacje bugurusłańską i belebejską, zmuszając Białych do wycofania się najpierw za Ik, a następnie nad Biełę. Odzyskanie Ufy, zajętej przez białych 14 marca, było kolejnym celem wskazanym przez dowództwo Frontu Wschodniego.  
Siły czerwonych uczestniczące w operacji liczyły 29,8 tys. żołnierzy oraz 408 karabinów maszynowych i 119 dział. Siły białych były o ok. 10 tys. żołnierzy liczniejsze i dysponowały 197 działami.

## Przebieg operacji
Dowództwo Frontu Wschodniego Armii Czerwonej zamierzało uderzyć na wycofującą się Armię Zachodnią nad Biełą, następnie przekroczyć rzekę na południe od Ufy i tam rozbić białe grupy wojsk Wołżańską oraz Ufijską. 4 czerwca dowodzący Grupą Południową Frontu Wschodniego Michaił Frunze polecił wydzielić z Armii Turkiestańskiej armijną grupę uderzeniową złożoną z 24. Dywizji Strzeleckiej, 3. Brygady 2. Dywizji Strzeleckiej i 3. Dywizji Kawalerii. Miała ona uderzyć na wycofujących się Białych na południe od Ufy. Pomocnicze uderzenie na północ od miasta miała wyprowadzić 25. Dywizja Strzelecka, natomiast 31. Dywizję Strzelecką Frunze pozostawił w rezerwie.
Próby forsowania Biełej przez grupę uderzeniową w dniach 4–8 czerwca 1919 nie przynosiły rezultatów wobec zaciętego oporu białych. 7 czerwca dowodzącego operacją Gieorgija Zinowjewa zastąpił osobiście Michaił Frunze. Gdy grupa uderzeniowa nie odnosiła spodziewanych sukcesów, 25. Dywizja Strzelecka, dowodzona przez Wasilija Czapajewa, z powodzeniem przekroczyła rzekę i zdobyła przyczółek na jej wschodnim brzegu. Wobec faktu, że w tym samym czasie 26. Dywizja 5. Armii zdobyła przyczółek w rejonie Achłystina, Frunze skierował 31 Dywizję Strzelecką do pomocy 25 Dywizji i polecił jej przypuścić główne uderzenie. W Ufie na wieść o sukcesie Czapajewa wybuchła panika. 9 czerwca 25. Dywizja wkroczyła do miasta, zdobywając w nim znaczne zapasy broni porzucone przez odchodzących białych oraz zapasy żywności. Następnego dnia 31 Dywizja zdobyła w rejonie Urakowa kontrolę nad linią kolejową z Ufy do Czelabińska.
Grupa uderzeniowa ostatecznie przekroczyła Biełą dopiero 14 czerwca, przy pomocy Flotylli Wołżańskiej. Współdziałając z 25 i 31 Dywizją, stworzyła ona dla grup Wołżańskiej i Ufijskiej bezpośrednie zagrożenie okrążeniem. Biali w tej sytuacji kontynuowali forsowny odwrót na wschód. W końcu miesiąca ich wojska zostały zmuszone do wycofania się na linię, z której w kwietniu 1919 r. rozpoczynały ofensywę wiosenną. Natomiast czerwoni, zdając sobie sprawę ze słabości przeciwnika, podjęli ostatecznie decyzję o kontynuowaniu pościgu. W czerwcu i lipcu 1919 r. odnieśli nad Armią Rosyjską kolejne zwycięstwa – 5 Armia zdobyła Złatoust oraz Czelabińsk, zaś 2 i 3 Armia odbiła Perm i Jekaterynburg.